# Orectognathus coccinatus
Orectognathus coccinatus é uma espécie de formiga do gênero Orectognathus, pertencente à subfamília Myrmicinae.